# Élections législatives bulgares de 2001
Les élections législatives bulgares de 2001 (Парламентарни избори в България 2001) se sont tenues le 17 juin 2001, afin d'élire les 240 députés de l'Assemblée nationale, pour un mandat de quatre ans. Le scrutin a été remporté par les libéraux du Mouvement national Siméon II (NDSV), au détriment des conservateurs des Forces démocratiques unies (ODS).

## Mode de scrutin
Les députés sont élus au scrutin proportionnel plurinominal, pour quatre ans, dans trente-et-une circonscriptions électorales correspondant aux vingt-huit districts, auxquels viennent s'ajouter trois circonscriptions ad hoc, deux à Sofia et une à Plovdiv. Pour être représenté, tout parti doit franchir un seuil national, fixé à 4 % des suffrages exprimés.

## Résultats
| Parti                           | Parti                                      | Suffrages | Suffrages | Suffrages | Sièges | Sièges |
| Parti                           | Parti                                      | Voix      | %         | +/-       | Total  | +/-    |
| ------------------------------- | ------------------------------------------ | --------- | --------- | --------- | ------ | ------ |
|                                 | Mouvement national Siméon II (NDSV)        | 1 952 513 | 42,74 %   | +42,74    | 120    | +120   |
|                                 | Forces démocratiques unies (ODS)           | 830 338   | 18,18 %   | -34,08    | 51     | -86    |
|                                 | Coalition pour la Bulgarie (KZB)           | 783 372   | 17,15 %   | -4,92     | 48     | -10    |
|                                 | Mouvement des droits et des libertés (DPS) | 340 395   | 7,45 %    | +6,97     | 21     | +21    |
| TOTAL (participation : 66,80 %) | TOTAL (participation : 66,80 %)            | 3 906 618 | 85,52 %   | N/A       | 240    | N/A    |